# ジョン・テイバー
ジョン・テイバー（John Taber, 1880年5月5日 - 1965年11月22日）は、アメリカ合衆国の政治家である。
公立学校に通い、1902年にイェール大学を、1904年にニューヨーク法学校を卒業した。1904年11月15日に弁護士資格を取得し、ニューヨーク州オーバーンに事務所を開設した。
カユガ郡長（1905年 - 1906年）、郡裁判所特別裁判官（1910年 - 1918年）、共和党全国大会代表（1920年、1924年、1936年）、カユーガ郡共和党委員会委員長（1920年 - 1925年）、オーバーン商工会議所会頭（1922年）を歴任した。
第68議会から第87議会まで共和党として、ニューヨークから下院の代表に選出され（1923年3月4日 - 1963年1月3日）、その間、第80議会から第83議会にかけて充当委員長であったが、1962年の第88議会への再指名候補から外れた。
1965年11月22日にオーバーンにて死去。85歳。フォートヒル墓地に埋葬された。